# 奥田創史
奥田 創史（おくだ そうじ）はテレビ朝日ビジネスソリューション本部コンテンツ編成局第2制作部所属のゼネラルプロデューサー。

## 人物
- 関西出身。中高一貫校を経て、大学は別の大学に進学した[1]。
- テレビ朝日映画部に配属後、『ミュージックステーション』のAD、番組ディレクターを経てプロデューサーとして活躍[2]。
- 2012年7月にゼネラルプロデューサーに昇格と同時に一部の番組を担当するが、2013年7月から2017年1月までは一部の番組で再びプロデューサーに戻ったが、現在は全部の担当番組がゼネラルプロデューサーになった。
- 2025年7月担当番組を藤城剛、菅原悠平ゼネラルプロデューサーに引き継いだ。

## 現在の担当番組
スペシャル
- 爆笑問題の検索ちゃん
- 世界が驚いたニッポン! スゴ〜イデスネ!!視察団
- 天命ナインティナイン

## 過去の担当番組
- プロデューサー
  - すくいず!
  - SMAP☆がんばりますっ!!
  - 遭遇難易度ランキングTV
  - 草彅剛のためになるっ?バラエティ
  - ロボコップ3
  - 頑張る人応援バラエティ 体育の時間
  - パワーレンジャー（第8話 - 31話）
  - 濱キス
  - キス濱ラーニング
  - キス濱ラーニング2
  - キス濱ラーニング3
  - キス濱テレビ
  - Kis-My-Ft2 presents オフィスラーニングバラエティ OLくらぶ
  - あの遊びをバージョンアップ! キスマイGAME
  - キスマイ魔ジック
- スーパーバイザー
  - 仮面ライダーG
- 番組プロデューサー
  - 世界一奇妙なクイズ
- ゼネラルプロデューサー
  - 雑学家族
  - これぞ!ニッポン流!
  - ストライクTV
  - 夏目と右腕
  - ガムシャラ!
  - GO!オスカル!X21
  - 日本ナヤンデル連合~聖夜のタスケマススペシャル~
  - SmaSTATION!!
  - 橋下×羽鳥の番組（樋口圭介GPと共同担当）
  - 『ぷっ』すま
  - イマドキ男子冒険バラエティ 真夜中のプリンス
  - 中居正広の身になる図書館
  - 中居正広の土曜日な会
    - 中居正広のニュースな会
    - 中居正広のキャスターな会

  - オータケ・サンタマリアの100まで生きるつもりです→100まで楽しむつもりです
  - オスカル!はなきんリサーチ
  - 秋山とパン
  - オスカルイーツ Oscar Eats
  - 爆笑問題&霜降り明星のシンパイ賞!!
  - 爆問×伯山の刺さルール!
  - 裸の少年(第2期)
  - 研修テレビ!!
  - A LABBO
  - 激レアさんを連れてきた。
  - カクエキ!
  - ハマスカ放送部
  - キョコロヒー

## 奥田創史班
現在
- 前川譲（「中居正広の土曜日な会」「爆問×伯山の刺さルール!」「A LABBO」プロデューサー）
- 遠藤由一郎（前身は久保信広班だった。「キョコロヒー」「A LABBO」プロデューサー、「中居正広の土曜日な会」プロデューサー・演出）
- 武内陽香（「A LABBO」演出、「激レアさんを連れてきた。」ディレクター）

過去
- 荻野健太郎（「激レアさんを連れてきた。」「爆問×伯山の刺さルール!」プロデューサー、「中居正広のキャスターな会」総合演出、現在は丹羽敦子GP班へ異動）
- 大沢解都（「中居正広のキャスターな会」プロデューサー）
- 畠中洋介（2025年4月からは鈴木忠親GP班へ異動、前身では第1制作部だった。「中居正広のキャスターな会」演出）
- 舟橋政宏（2025年7月からは菅原悠平GP班へ異動、「激レアさんを連れてきた。」「キョコロヒー」「秋山と映画」演出、以前は「中居正広のキャスターな会」「研修テレビ」演出）
- 井長英嗣（2025年7月からは丹羽敦子GP班へ異動、以前は「中居正広の土曜日な会」演出）
- 小川真紀（「キョコロヒー」「A LABBO」プロデューサー）
- 細田翔太郎（「爆問×伯山の刺さルール!」演出、現在は久保信広GP班へ異動）
- 藤本周二（2025年7月からは藤城剛GP班へ異動、「カクエキ!」「ミュージックステーション」プロデューサー、以前は「裸の少年」「激レアさんを連れてきた。」「研修テレビ」プロデューサー）
- 笹田和宏（2025年7月からは藤城剛GP班へ異動、「ハマスカ放送部」演出・プロデューサー、以前は「激レアさんを連れてきた。」ディレクター）